# Сафр
Сафр (фр. Saffres) — коммуна во Франции, находится в регионе Бургундия. Департамент коммуны — Кот-д’Ор. Входит в состав кантона Витто. Округ коммуны — Монбар.
Код INSEE коммуны — 21537.

## Население
Население коммуны на 2010 год составляло 122 человека.
| 1962 | 1968 | 1975 | 1982 | 1990 | 1999 | 2010 |
| ---- | ---- | ---- | ---- | ---- | ---- | ---- |
| 159  | 122  | 98   | 113  | 115  | 105  | 122  |

## Экономика
В 2010 году среди 77 человек трудоспособного возраста (15—64 лет) 55 были экономически активными, 22 — неактивными (показатель активности — 71,4 %, в 1999 году было 71,0 %). Из 55 активных жителей работали 49 человек (26 мужчин и 23 женщины), безработных было 6 (2 мужчин и 4 женщины). Среди 22 неактивных 6 человек были учениками или студентами, 13 — пенсионерами, 3 были неактивными по другим причинам.